# Николин, Валерий Констатинович

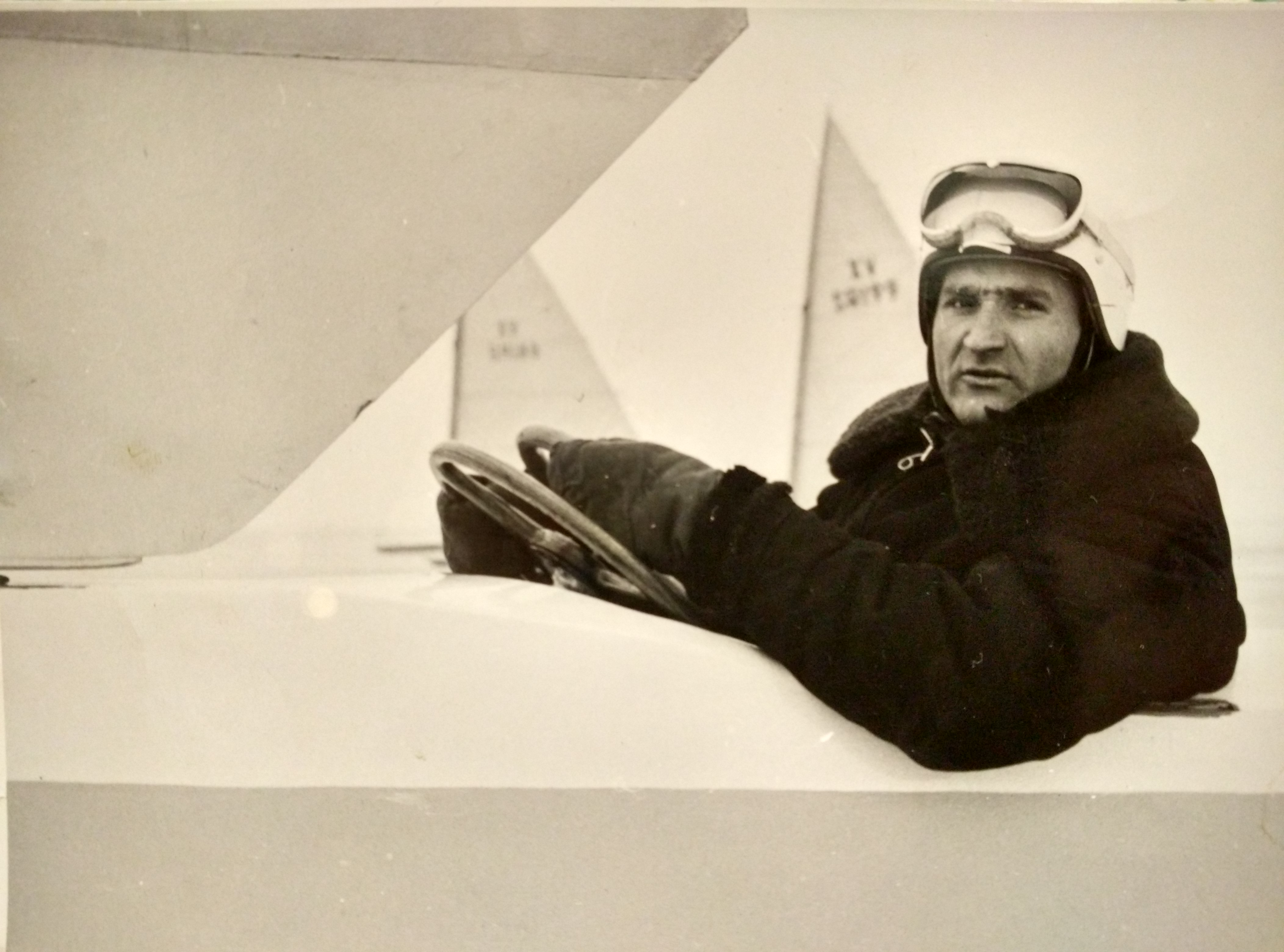
Николин В. К. соревнования, буерный сорт.

Валерий Константинович Николин (14 декабря 1939, Москва, СССР — 15 декабря 2000, Москва, Россия) — советский яхтсмен, буерист, участник Олимпийских игр. Мастер спорта международного класса. Заслуженный тренер РСФСР. Ветеран спорта.
На протяжении спортивной деятельности выступал за клуб ЦСК ВМФ. Выпускник Ереванского института физкультуры.

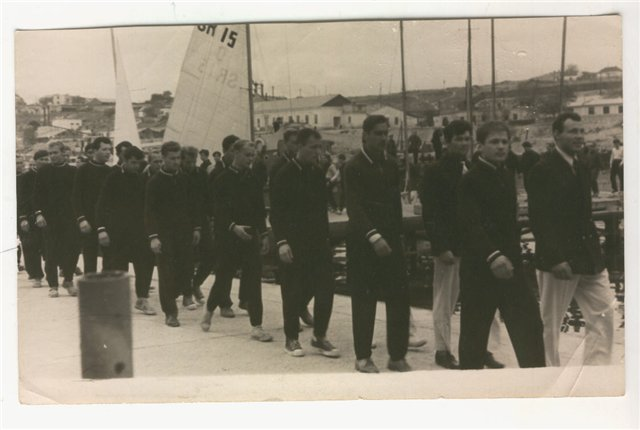
В первом ряду Шелковников рулевой «Летучего голландца» участник олимпийских игр, и Шаврин, из Москвы

Родился на севере г. Москвы (в н.в. Войковский район), первые годы жизни пришлись на тяжёлый период Великой Отечественной войны. С детства увлекался парусным спортом и буером, поступив в Центральный спортивный клуб Военно-Морского Флота, расположенный в Москве на берегу Химкинского водохранилища.

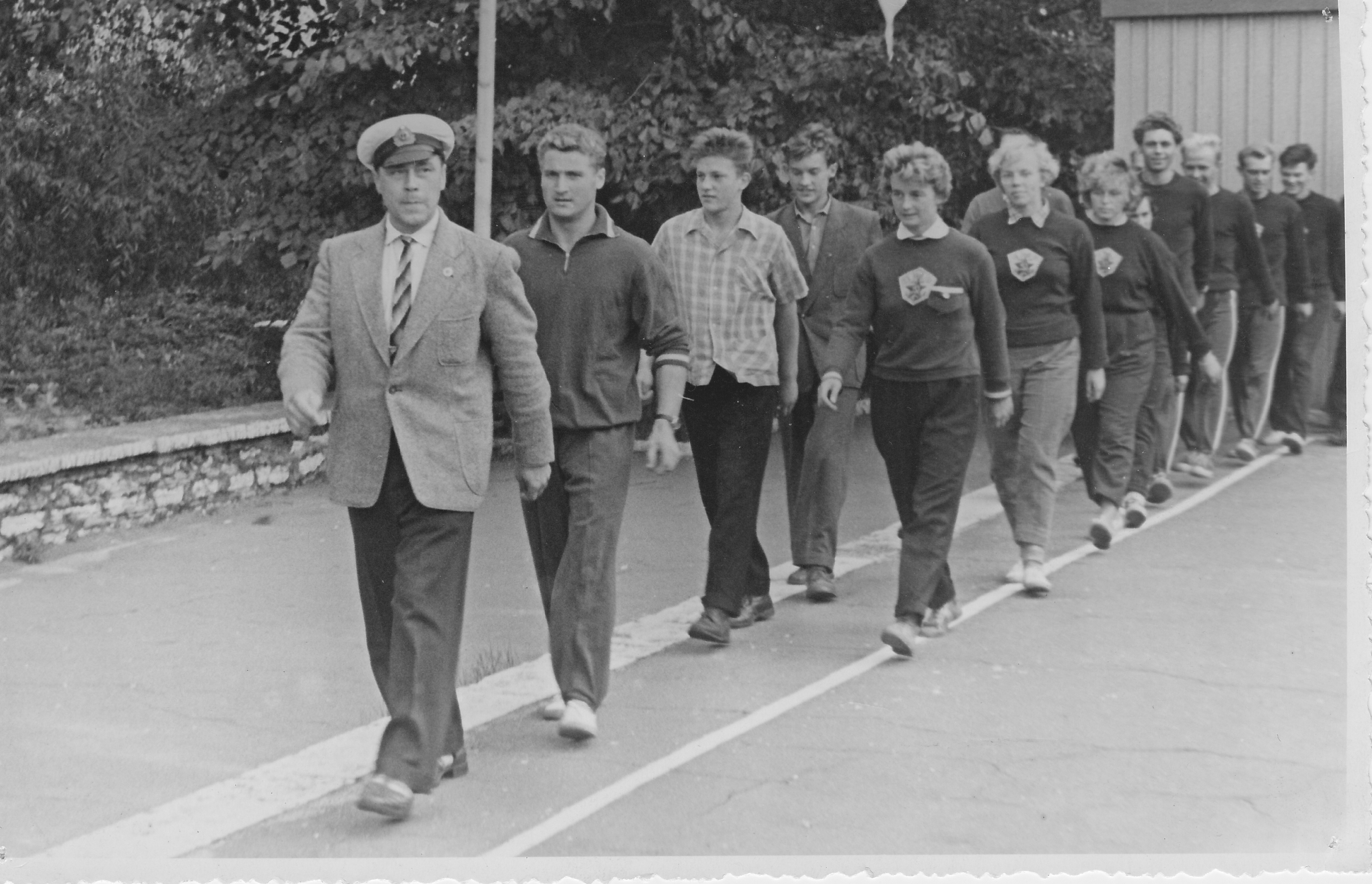
Николин В К на параде участников соревнований

Участник и призёр всесоюзных соревнований и первенств, спартакиад СССР, международных регат. Как сказал тренер сборной команды СССР по парусному спорту Леонард Яковлевич Митницкий в интервью журналу «Катера и Яхты» в 1964 году: «С таким матросом, как В. Николин, можно уверенно выходить на старт»
Участник Олимпийских игр в Токио 1964 (9 место) на яхте класса Дракон в экипаже с Юрием Шавриным и Львом Алексеевым.

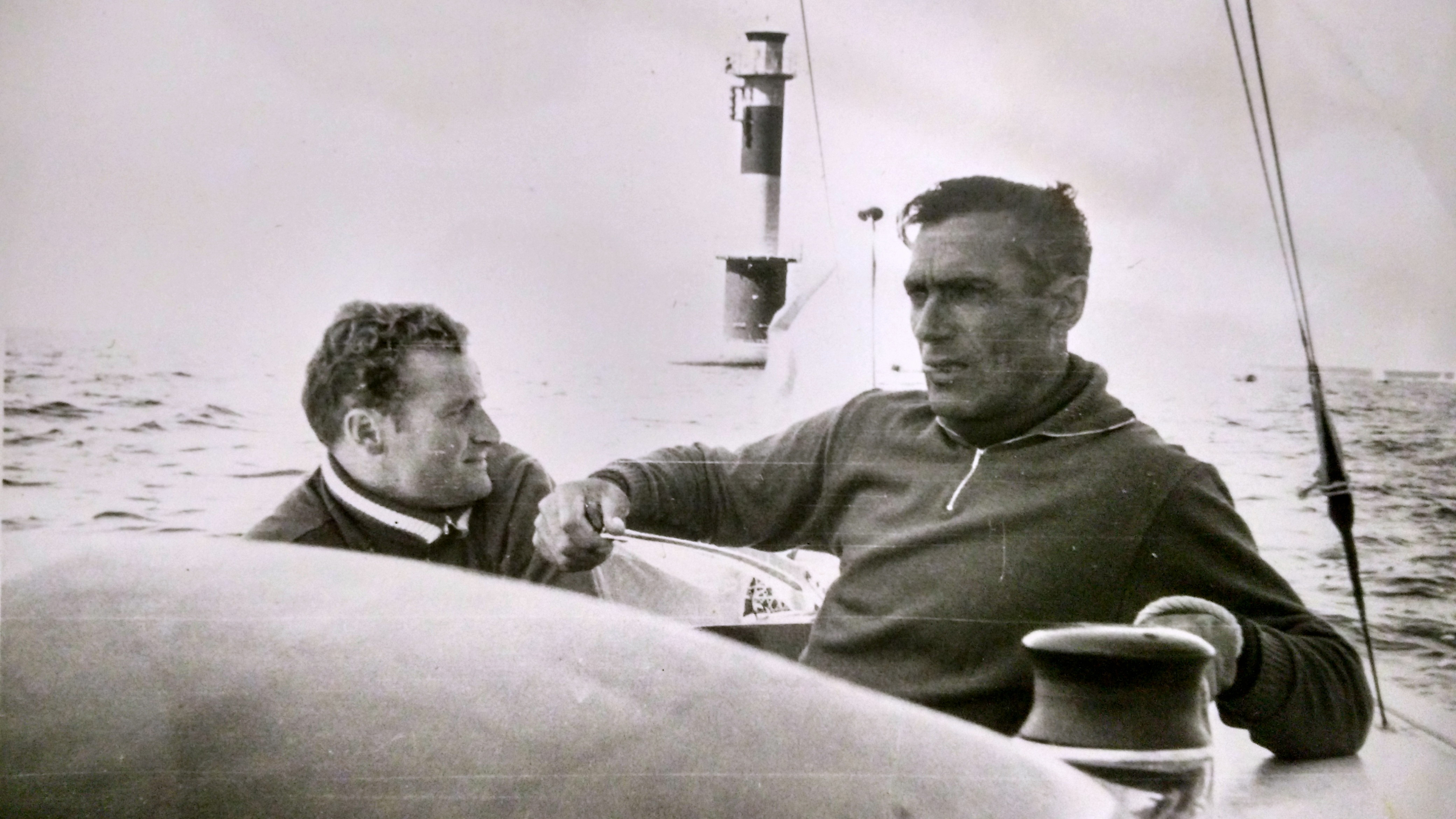
Советские яхтсмены В. Николин и Ю. Шаврин

На соревнованиях, проходивших после Олимпиады 1964 года, экипаж Ю. Шаврина показывал хорошие результаты. В 1968 году на первенстве СССР и XX Балтийской регате экипаж Ю. Шаврина (один из сильнейших экипажей СССР в классе Дракон), в который входил В. Николин, занял первое место, но на Олимпиаду в Мексику по решению старшего тренера сборной СССР И. Лаврова поехал экипаж более молодого Ю. Анисимова, ставшего чемпионом Европы в 1968 году.
С 1969 года, после ухода из спорта Ю. Шаврина В. Николин выступал как рулевой в классе Дракон. С 1972 года, после того как класс Дракон был исключен из олимпийской программы, В. Николин стал рулевым в классе Солинг.
Закончил спортивную деятельность в классе яхт Солинг. Занялся тренерской работой в команде ЦСК ВМФ. Тренер сборной СССР, в том числе тренировал А. Балашова и Б. Будникова. За серебряную медаль Б. Будникова на Олимпиаде-80 награждён званием заслуженный тренер. Занимался судейством соревнований по парусному спорту.

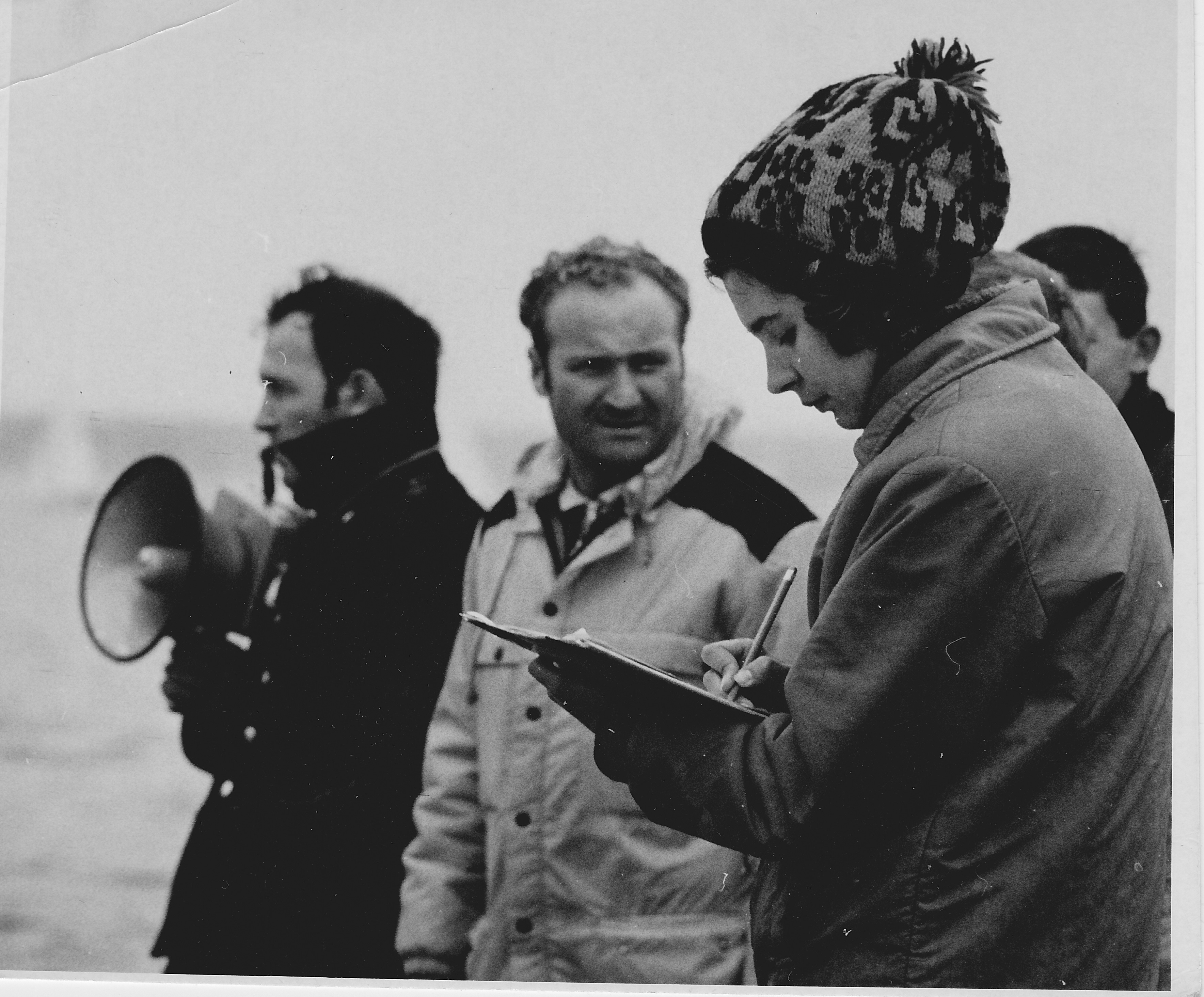
Николин В К во время судейской работы

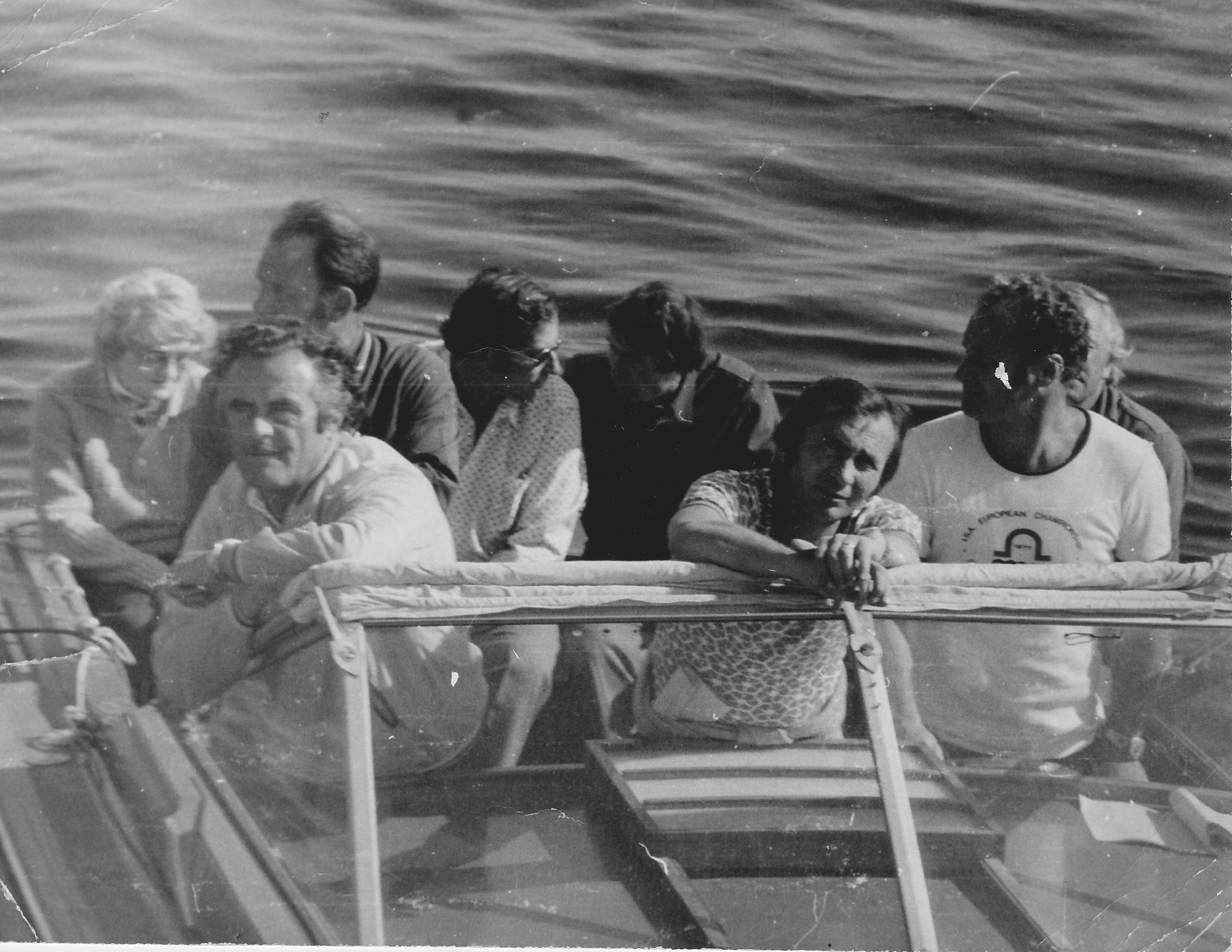
судейская работа на катере 505

На регатах окрепла дружба трех знаменитых в парусном спорте «В» — Владимира Леонтьева, Валерия Николина, Валентина Замотайкина.

## Награды
Парусный спорт
Чемпион ВМФ 1959,1961,1962
Чемпион Москвы 1958,1960,1961,1963
Первенство Москвы 1963 — II и III места
Чемпион СССР 1963,1965 II ступени, 1968 I ступени.
Первенство СССР 1963, 1965 — I место 1958,1962,,1964,1967,1969 II место 1960,1961 III место
Tallinna eesivoistlused 1960,1961, 1963 золото 1963,1963 серебро.
Первенство вооруженных сил 1966 III место
XIV Балтийская парусная регата 1962 I место
Юбилейная XX Балтийская регата 1968 I место
Хельсинкская регата 1964 г. — I место
Открытый чемпионат Скандинавии в классе «Дракон» 1964 — I место
Сандхамнская регата 1964 II—III место
Буер
Чемпион Вооруженных сил 1966,1967
Чемпион ВМФ 1959,1961,1962